# Tephrochlamys tarsalis
Tephrochlamys tarsalis är en tvåvingeart som först beskrevs av Zetterstedt 1847.  Tephrochlamys tarsalis ingår i släktet Tephrochlamys och familjen myllflugor. Arten är reproducerande i Sverige. Inga underarter finns listade i Catalogue of Life.